# Aflac
Aflac (NYSE : AFL, TSE : 8686) est une entreprise américaine basée à Columbus, en Géorgie, et qui vend des assurances-vie et des complémentaires santé aux États-Unis et au Japon.
Depuis 1999, la compagnie Aflac est beaucoup plus reconnue en raison du succès rencontré par une bonne stratégie marketing comprenant la création d'une mascotte: un canard blanc (ressemblant à une oie), qui figure désormais dans son logo et est présent dans toutes ses campagnes publicitaires, notamment Aflac a sponsorisé la voiture 99 de Carl Edwards en NASCAR de 2008 à 2014 .
Le titre est coté en bourse  NYSE -  Main Market.- SP 500 

## Produits

### Au Japon
Assurance santé et d'assurance vie,  contrats de dépense contre le cancer, contrats d'indemnité de médecine générale, contrats de soins, contrats d'assurance vie bénéficiaire, contrats d'assurance vie ordinaire et rentes.

### Aux Etats-Unis
Assurance santé et d'assurance vie, accident/invalidité, contrats de dépense contre le cancer, contrats invalidité à court terme, contrats maladie et indemnités hospitalières, contrats soins intensifs hospitaliers, contrats soins dentaires, contrats soins des yeux, et contrats de soins à long terme.

## Actionnaires
Liste des principaux actionnaires au 30 octobre 2019.
| The Vanguard Group             | 9,05% |
| SSgA Funds Management          | 5,39% |
| Japan Post Holdings            | 5,01% |
| Capital Research & Management  | 4,32% |
| BlackRock Fund Advisors        | 2,59% |
| Geode Capital Management       | 1,67% |
| Wells Fargo Clearing Services  | 1,65% |
| Fidelity Management & Research | 1,39% |
| APG Asset Management           | 1,34% |
| Lateef Investment Management   | 1,30% |